# Corrida Internacional de São Silvestre de 1959
A Corrida Internacional de São Silvestre de 1959 foi a 35ª edição da prova de rua, realizada no dia 31 de dezembro de 1959, no centro da cidade de São Paulo, a largada aconteceu as 23h45m, a prova foi de organização da Cásper Líbero e A Gazeta Esportiva.
O vencedor foi o argentino Osvaldo Suárez, com o tempo de 21m55, em seu bicampeonato.

## Percurso
Av. Cásper Líbero até o Edifício Palácio da Imprensa – Rua da Conceição, com 7.400 metros.

## Resultados

#### Masculino
- 1º Osvaldo Suárez (Argentina) - 21m55s

### Participações
- Participantes:  1706 atletas
- Chegada: 188 atletas chegaram 5 minutos após a passagem do campeão.[3]

## Ligações Externas
- Sítio Oficial (em português)